# Spuriusz Ligustinus
Spurius Ligustinus – żołnierz rzymski, żyjący na przełomie III i II wieku p.n.e. Według historyka Tytusa Liwiusza miał służyć w armii rzymskiej łącznie 22 lata.

## Biografia
Urodził się około 225 p.n.e. i był Sabińczykiem. Odziedziczył po ojcu mały kawałek ziemi i niewielki dom, natomiast po osiągnięciu pełnoletności ożenił się z córką brata. Miał z nią sześciu synów i dwie córki. Zapewne w celu zdobycia łupów i zapewnienia dobrobytu rodzinie w 200 p.n.e. zaciągnął się na ochotnika do armii rzymskiej. Przez pierwsze dwa lata służył jako szeregowy żołnierz w II wojnie przeciwko Filipowi V. W trzecim roku wojny Tytus Kwinkcjusz Flamininus w uznaniu jego odwagi mianował go centurionem dziesiątego manipułu hastatów. Po pokonaniu Filipa został zdemobilizowany, ale już w 195 p.n.e. zgłosił się do armii Marka Porcjusza Katona, który w tym roku wziął udział w działaniach bojowych na terenie Hiszpanii. W uznaniu zasług mianowano go centurionem pierwszego manipułu hastatów. Po powrocie do Rzymu ponownie zgłosił się na ochotnika i wziął udział w wojnie przeciwko Antiochowi. Za męstwo Maniusz Acyliusz Glabrion mianował go dowódcą pierwszej centurii pryncypów. W 182 p.n.e. brał udział w walkach na terenie Hiszpanii pod dowództwem Fulwiusza Flakkusa. Brał udział w pochodzie triumfalnym Flakkusa w Rzymie. Niedługo później na prośbę Tyberiusza Semproniusza Grakchusa ponownie wrócił do Hiszpanii, tym razem jako dowódca pierwszej centurii triariuszy. 
W 178 p.n.e. wrócił do Rzymu, gdzie otrzymał pochwałę od konsula Publiusza Licyniusza, również w senacie wyrażono mu podziękowanie. Mianowany został przez trybunów wojskowych dowódcą pierwszego oddziału triariuszy w pierwszym legionie (Primus pilus).
Chociaż o Spuriuszu Ligustinusie nie wspominał żaden pisarz antyczny poza Tytusem Liwiuszem, w żaden sposób nie może umniejszyć to znaczenia tej postaci. Odbył imponującą karierę w rzymskiej armii, awansując z szeregowca do wysokiego stanowiska dowódczego, co spowodowało, że był bohaterem swoich czasów.

## Odznaczenia
- 34 odznaczenia za dzielność
- 6 odznaczeń corona graminea